# Dionisio Heiderscheid

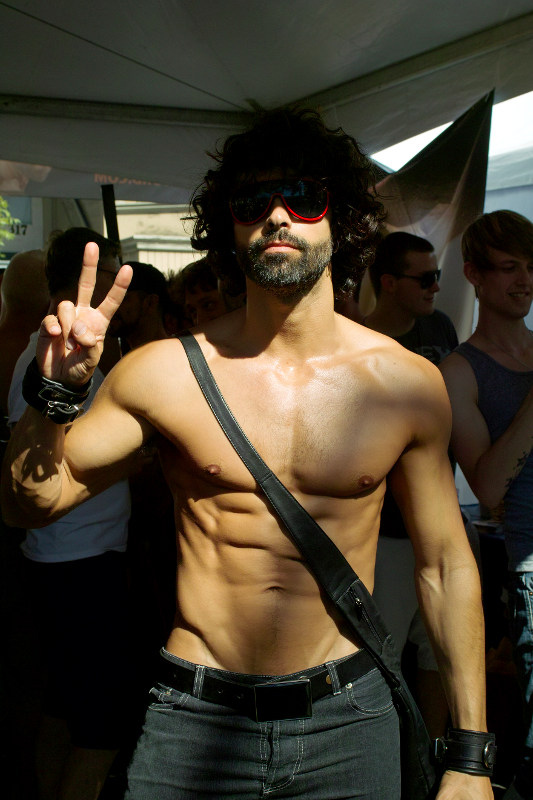
Dionisio Heiderscheid, 2015

Dionisio Heiderscheid (* 8. Mai 1974 in Argentinien) ist ein argentinischer Pornodarsteller und Model. Er dreht ausschließlich homosexuelle Pornofilme und ist in der Pornobranche unter seinem Pseudonym D.O. bekannt.

## Leben
Bevor er in die Pornobranche eintrat, war Heiderscheid als Model in Argentinien tätig und später auch international. Im Jahre 2007 debütierte er als Pornodarsteller in der homosexuellen Szene. Sein Debüt gab er mit dem Porno Obsession of D.O., der von Rafael Alencar gedreht wurde und beim Verlag Black Scorpion erschien. Mit der Zeit erlangte er Erfolg und wurde so bekannt, dass er 2010 einen Vertrag bei Raging Stallion Studios erhielt. Erfolgreich wurde er wegen seines männlichen Images, was dazu führte, dass er nur die Rolle als Top spielte. Anschließend im Jahre 2012 schockierte er seine Fangemeinde, als er erstmals die Rolle als Bottom in einem Porno spielte. Dazu unterschrieb er einen Vertrag bei Lucas Entertainment, eine der angesehensten homosexuellen Pornofirmen, und am 14. Oktober 2012 wurde eine Vorschau und ein Interview zum Projekt gezeigt. Seine ersten Partner waren hierbei Hod Rod, Adam Killian, Trenton Ducati und das exklusive Lucas-Entertainment-Model Edji Da Silva. Er traf diese Entscheidung, nachdem sich immer mehr Fans wünschten, solch einen Akt von ihm zu sehen.
Über Raging Stallion veröffentlichte er im Juni 2013 seine erste Videokompilation mit dem Titel The D.O. Anthology. Die Kompilation beinhaltet seine erfolgreichsten Szenen bei Raging Stallion und hinzugefügt wurde, dass nicht jedem Pornodarsteller eine exklusive Kompilation zusteht.
In einem Interview nahm er auch zum Seitensprung in die Pornobranche Stellung: „Mein Körper ist mein Eigentum und ich kann alles damit tun. Ein Pornostar zu werden war wie eine Wiedergeburt.“ Man geht davon aus, dass der Grund seines neuen Pseudonym seine spirituelle Wiedergeburt sei. Nach einigen Anfragen, ob er nicht doch bisexuell sei, äußerte sich Dionisio über Twitter, dass er überzeugt homosexuell sei.
Außerdem ist er auch für Verlage wie Falcon Entertainment tätig, wo er mit dem Porno Office Affairs einen höheren Bekanntheitsgrad erreichen konnte.

## Filmografie (Auswahl)
- 2007: Obsession of D.O.
- 2007: Hunger
- 2007: Man Island
- 2008: Cuma Sutra
- 2008: Sex Hiker
- 2010: Caught on Tape
- 2010: Night Maneuvers
- 2011: Animus
- 2011: Giants 2
- 2011: I Want You
- 2011: Office Affairs
- 2011: Roughin' It 2
- 2012: Best of Angelo Marconi
- 2012: Cockwork
- 2012: Fahrenheit
- 2012: Golden Gate: Best of Fucking
- 2012: Use Me like a Tool
- 2012: Summer Lust
- 2012: Michael Lucas’ Auditions 48: Popping D.O.’s Cherry
- 2012: Seduced (II)
- 2012: Woods 2
- 2013: Gentlemen 6: Wear Me Out
- 2013: Lovers in Paradise
- 2013: Original Sinners
- 2013: Stretch My Hole
- 2013: Unzipped
- 2014: Masculine Embrace
- 2014: Hairy Boyz 36
- 2014: Hot Fucks 3
- 2014: Hot Fucks 7
- 2014: Humongous Cocks 27
- 2014: Humongous Cocks 28
- 2014: Passion
- 2014: San Francisco Meat Packers 2
- 2014: Turn It Up